# Umuarama (microregio)
Umuarama is een van de 39 microregio's van de Braziliaanse deelstaat Paraná. Zij ligt in de mesoregio Noroeste Paranaense en grenst aan de microregio's Toledo, Goioerê, Cianorte, Paranavaí en Iguatemi (MS). De microregio heeft een oppervlakte van ca. 10.232 km². In 2006 werd het inwoneraantal geschat op 237.362.
Eenentwintig gemeenten behoren tot deze microregio:
- Alto Paraíso
- Alto Piquiri
- Altônia
- Brasilândia do Sul
- Cafezal do Sul
- Cruzeiro do Oeste
- Douradina
- Esperança Nova
- Francisco Alves
- Icaraíma
- Iporã
- Ivaté
- Maria Helena
- Mariluz
- Nova Olímpia
- Perobal
- Pérola
- São Jorge do Patrocínio
- Tapira
- Umuarama
- Xambrê

Mesoregio's: Centro Ocidental Paranaense · Centro Oriental Paranaense · Centro-Sul Paranaense · Metropolitana de Curitiba · Noroeste Paranaense · Norte Central Paranaense · Norte Pioneiro Paranaense · Oeste Paranaense · Sudeste Paranaense · Sudoeste Paranaense

Microregio's: Apucarana · Assaí · Astorga · Campo Mourão · Capanema · Cascavel · Cerro Azul · Cianorte · Cornélio Procópio · Curitiba · Faxinal · Floraí · Foz do Iguaçu · Francisco Beltrão · Goioerê · Guarapuava · Ibaiti · Irati · Ivaiporã · Jacarezinho · Jaguariaíva · Lapa · Londrina · Maringá · Palmas · Paranaguá · Paranavaí · Pato Branco · Pitanga · Ponta Grossa · Porecatu · Prudentópolis · Rio Negro · São Mateus do Sul · Telêmaco Borba · Toledo · Umuarama · União da Vitória · Wenceslau Braz